# ゴールデン・マン
『ゴールデン・マン』（原題：The Golden Man）は、アメリカのSF作家フィリップ・K・ディックのSF小説。1954年4月、『イフ』に発表された。短編ながら、ミュータントSFとして重要な注目作である。
日本ではSFマガジン1965年3月号に、「金色人」のタイトルで掲載される（斎藤伯好：訳）。2008年３月に、友枝康子：訳による新訳版が、ハヤカワ文庫「ディック傑作集『ゴールデン・マン』」に収録されている。

## 概要
核戦争後の地上には、放射線による汚染地帯が多く残り、その影響による奇型人間、ミュータントが出現し続けている。
それを見つけ、処分するための組織、DCAが世界各国に存在し、一般住民はそこから証明書を受け、健常人であることを証明されなければならない。

## 登場人物
クリス・ジョンソン
18歳。全身が金色に輝くミュータント「ゴールデン・マン」。
予知能力があり、数分から数十分先の未来を見通すことが出来る。
その美しく均整のとれた身体・容貌が、女性を魅了する。
ナット・ジョンソン
ジョンソン農場の当主。クリスの父親。
クリスの誕生から今日まで、ミュータントの息子がいることを隠し続けてきた。
ナットの妻
ジョンソン家の子供たちの母親。
ジーン・ジョンソン
16歳。クリスの妹。
デイヴ・ジョンソン
14歳。クリスの弟。
ジョージ・ベインズ
太った中年男。
セールスマンや弁護士、住宅開発会社の社長を装って現れるが、実はクリスを捕獲しに来たＤＣＡの職員。
エド・ウィズダム
ＤＣＡの北アメリカ支部長。
アニタ・フェリス
20代後半。長身でブロンドの、魅力的な女性。ベインズの婚約者。
Aクラスの政府官僚で、言語部の部長。

## ストーリー
サン・フランシスコ近郊の町、ウォールナッツ・クリークのレストランに、セールスマン風の男（ジョージ・ベインズ）が現れ、客やウェイトレスに、ミュータントを話題にして話しかける。客たちは、あれこれと見聞を語るが、男が近隣の状況を訊ねると、皆、一様に黙りこくってしまう。ひとりの少年が、「ジョンソン農場の近くで（ミュータントを）見た、というのがいるんだ」と話し出すが、別の客が発言を制止する。
そのジョンソン農場では、当主のナットが見守るなか、ジーンとデイヴの姉弟が蹄鉄投げで遊んでいる。兄のクリスはミュータントで、黄金の彫像のような身体をした金色人（ゴールデンマン）である。常にひとりでいて、何も語らない。だが、この時は珍しく遊びに加わって、蹄鉄投げを一発で決める。と、突然クリスは身を翻し、農場の外へ飛び出していく。
間もなく、車が１台、農場にやって来て、ベインズが降り立つ。彼は道を尋ね、トイレを借り、水を一杯、所望するが、すきを見て家の中を探し回る。怪しんだナットはベインズを銃で威嚇すると、彼はシールドで守られていて、逆にジョンソンたちの逮捕を宣告する。ナットは、彼がＤＣＡだと気付く。国家警察の制服を着た男たちがどっと現れ、陸から、空から、この地域を封鎖する。ベインズはジョンソンの家族に、クリスのことをあれこれと訊く。
やがて、クリスが警官に連行されて戻って来る。出頭してきたのだという。ベインズは、クリスをＤＣＡの研究所に連れて行く。
小部屋に拘禁されたクリスは、じっと動かない。ベインズと、ＤＣＡ北アメリカ支部長のエド・ウィズダムは、クリスに向けて銃を撃つが、クリスは巧みに避けて全く命中しない。
ベインズは、研究所の外のロビーで、婚約者のアニタ・フェリスと逢う。彼女はトップレベルの政府官僚だが、クリスのことを聞くと、それは単なるミュータントではなく、超人類（ホモ・スーペリア）かも知れないから、殺すことの出来ない存在だ、と語る。
技術者グループは、10丁の銃が予測不可能に発砲する装置を作り、クリスに向けて撃つが、やはり一発も当たらない。その実験に立ち会ったアニタは、クリスの美しさに魅せられてしまう。
ウィズダム支部長は、クリスを安楽死室へ連れて行くよう命令するが、クリスはすきを見て逃走する。ＤＣＡの建物全体が封鎖され、アニタも内部に残ることになる。
アニタが個室で着替えていると、突然クリスが入ってくる。しかし、アニタは彼を撃つことが出来ない。クリスがアニタを抱いてキスすると、アニタの意識はその中に沈み、溶けて行く。
早朝、アニタは旅行用ケープを持ち、クリスに抱えられて出口に近づく。護衛兵たちは、アニタの袖章から彼女が部長級のトップレベルだと気づいて驚くが、「ウィズダム支部長の命令で、誰も通せない」と告げる。だがアニタは、「わたしは支部長の権限外です。彼（クリス）を言語部に連行するのよ」と言って、道を開けるように命じる。ひとりの護衛兵が退いた瞬間、クリスはその切れ目を抜けて路上へ飛び出して行く。利用されたことを知ったアニタは、みじめな涙を流し続ける。
ベインズとウィズダムは、「クリスはもう捕まらないだろう。人間の女たちは、アニタと同じように喜んでクリスをかくまって、逃亡を助けるだろう」と語り合う。そして、「やがて人間と彼らと、どっちが優勢を占めるか。勝つのはわれわれではないだろう」と、苦笑いするのだった。

## 映画化
- 『NEXT -ネクスト-』（2007年、監督：リー・タマホリ、主演：ニコラス・ケイジ）
主人公の名前こそクリス・ジョンソンのままで、予知能力を持つ点は共通だが、金色の容姿ではない普通の中年男であり、原作とは、登場人物や設定、物語の展開、結末などが翻案により大幅に異なっていて、全くの別作品となっている。